# Lex Portus
«Lex Portus» — юридичний науковий журнал України, заснований у 2016 році. Назва журналу походить від латинського терміна Lex Portus (укр. право портів), яким у стародавньому Римі позначалися закони, що встановлювали мита, якими обкладалися товари, що ввозилися у порти Римської Імперії. Найбільш давній з таких законів, відомий під назвою Lex Portus Asiae було затверджено наказом римського імператора Нерона у 62 році н.е.
У 2020 році Lex Portus став першим юридичним журналом в Україні, що включений для індексації у наукометричній базі Scopus.

## Засновники
- Національний університет "Одеська юридична академія"
- Громадська організація "Морська асоціація "Святий Миколай"
- Громадська організація "Лекс Портус"

## Цілі та Напрям
Lex Portus є рецензований юридичним науковим журналом з відкритим доступом (Open Access), який публікує оригінальні наукові статті та рецензії у галузях морського і транспортного права, міжнародного торговельного, митного та податкового права, управління кордонами, глобалізації та європеїзації адміністративного права.

## Члени Редакційної Колегії
- Кормич Б. А. – завідувач кафедри морського та митного права НУ «ОЮА», д.ю.н., професор, Заслужений юрист України, головний редактор;
- Аверочкіна Т.В. – д.ю.н., ст. науковий співробітник, доцент, науковий редактор, відповідальний секретар;
- Ківалов С.В. – д.ю.н., професор, академік НАПрНУ, академік НАПНУ, Президент НУ "ОЮА", Заслужений юрист України, голова Редакційної ради;
- Алірзайєв Е. – асоційований професор, Академія Державного митного комітету Республіки Азербайджан (м. Баку, Азербайджан);
- Біла-Тіунова Л.Р. – завідувач кафедри адміністративного та фінансового права НУ «ОЮА», д.ю.н., професор;
- Булут Б. – асоційований професор, Академія жандармерії та берегової охорони, (м. Анкара, Туреччина);
- Дудченко В.В. – професор кафедри загальнотеоретичної юриспруденції НУ «ОЮА», д.ю.н., професор, Заслужений юрист України;
- Думбія-Генрі К. – Президент Всесвітнього Морського університету, LL.B, L.L.M, PhD International Law (м. Женева, Швейцарія);
- Кібік О.М. – завідувач кафедри національної економіки НУ "ОЮА", д.е.н., професор, академік Транспортної академії України;
- Кузнецов С.О. – Голова правління громадської організації “Асоціація українських мореплавців”, к.ю.н., доцент;
- Пайосова Т. – доктор філософії з права СОТ, Інститут європейського та міжнародного економічного права, Бернський університет (м. Берн, Швейцарія);
- Рудюк Ю.В. – партнер Міжнародної юридичної фірми Van Bael Bellis (м. Брюссель, Бельгія);
- Сергєєв Ю.В. – керуючий партнер ТОВ «Юридичне бюро Сергєєвих», адвокат, к.ю.н., доцент;
- Сіекіера Й. - доктор з публічної політики, Бергенська дослідницька група з тихоокеанських студій,  Університету Бергена (м. Берген, Норвегія);
- Хорак Х. – професор комерційного та корпоративного права, факультет економіки та бізнесу, Загребський університет (м. Загреб, Хорватія);
- Чжан Шуйбао – професор Пекінського університету, PhD (м. Пекін, КНР).

## Реєстрація
Журнал зареєстровано у Міністерстві юстиції України (свідоцтво про державну реєстрацію КВ № 22205-12105Р від 08.07.2016 р.).
Журнал внесено до Переліку наукових фахових видань Міністерства освіти і науки України (Наказ МОН України від 13.03.2017 р. № 374, від 14.05.2020 р. № 627).

## Індексація
Журнал Lex Portus індексується у міжнародних наукометричних базах Asian Digital Library (ADL), BFI, Crossref, DOAJ, ERIH PLUS, Google Scholar, HeinOnline, Index Copernicus International, Norwegian Register, Publons, Scopus, Ulrichsweb (Ulrich's Periodicals Directory), WorldCat (OCLC).